# Phaonia aureolicauda
Phaonia aureolicauda är en tvåvingeart som beskrevs av Ma och Wu 1989. Phaonia aureolicauda ingår i släktet Phaonia och familjen husflugor. Inga underarter finns listade i Catalogue of Life.